# Raúl Albentosa
Raúl Albentosa Redal (Alcira, Valencia, 7 de septiembre de 1988) es un futbolista español que juega de defensa en el Antequera C. F. de la Primera Federación.

## Carrera
Nacido en Alcira, Albentosa jugó en fútbol juvenil con el club local Elche C. F., por lo que sus principales debuts fueron en la temporada 2007-08 con el equipo B, en Tercera División. El 15 de junio de 2008 jugó su primer partido oficial con el equipo principal, el equipo perdió 0-1 ante el Xerez C. D.
En agosto de 2009 Albentosa fue cedido al Caravaca C. F. Regresó a Elche en enero del año siguiente, y jugó en Segunda División hasta el final de la campaña.
En los años siguientes, Albentosa no se conformó con jugar con cualquier equipo. Compitió en el cuarto nivel con Real Murcia Imperial, San Roque de Lepe y Cádiz C. F. en Segunda División B.
El 21 de julio de 2013 Albentosa firmó con el S. D. Eibar, recién ascendido a la segunda división. Él anotó su primer gol como profesional el 2 de marzo del año siguiente, siendo el último de una victoria por 3-0 en casa contra el Sporting de Gijón.
Albentosa jugó 33 partidos en 2013-14, ayudando a los armeros a lograr el ascenso a Primera División por primera vez en la historia. Debutó como titular y jugando todo el partido en la primera jornada con victoria por 1-0 ante la Real Sociedad. En la jornada cuatro anota su primer gol en Primera en una victoria a domicilio (0-2) ante el Elche C. F., su antiguo equipo. Fue uno de los jugadores más destacados del Eibar esa temporada, consiguiendo el equipo la permanencia en Primera.
En enero de 2015 el Derby County pagó su cláusula de rescisión (600.000 €). Sin embargo, en verano de 2015 fue presentado como jugador cedido al Málaga C. F. para la temporada 2015-2016.
El 9 de julio de 2016 se hizo oficial su fichaje por el Deportivo de La Coruña para las cuatro próximas temporadas.
El 1 de septiembre de 2018 se hizo oficial su marcha al Club Gimnàstic de Tarragona cedido por una temporada.
El 23 de enero de 2019 rescindió su contrato con el Depor, por lo que desde esa fecha fue agente libre hasta que en julio del mismo año firmó por el PFC CSKA Sofía. El 16 de abril de 2020 abandonó el club búlgaro de mutuo acuerdo. Desde entonces estuvo casi un año sin equipo, hasta que el 1 de abril de 2021 firmó con el Dinamo de Bucarest.
Tras comenzar la temporada 2021-22 sin equipo, el 12 de enero de 2022 firmó por el Vejle Boldklub que militaba en la Superliga de Dinamarca.
El 7 de agosto de 2025, después de superar un periodo de prueba, fichó por el Antequera C. F.

## Clubes

### Carrera juvenil
| Club         | País   | Periodo   |
| ------------ | ------ | --------- |
| U. D. Alzira | España | 1997-2003 |
| Elche C. F.  | España | 2003-2007 |

### Carrera profesional
Actualizado al último partido jugado el 8 de diciembre de 2018.
| Club                         | País       | Año       | Partidos (Liga) | Goles (Liga) |
| ---------------------------- | ---------- | --------- | --------------- | ------------ |
| Elche Ilicitano C. F.        | España     | 2007-2010 | ?               | ?            |
| Elche C. F.                  | España     | 2008-2010 | 3               | 0            |
| Caravaca C. F.→(cesión)      | España     | 2009-2010 | 0               | 0            |
| Real Murcia C. F. "B"        | España     | 2010-2011 | 34              | 10           |
| C. D. San Roque de Lepe      | España     | 2011-2012 | 31              | 3            |
| Cádiz C. F.                  | España     | 2012-2013 | 33              | 3            |
| S. D. Eibar                  | España     | 2013-2015 | 50              | 4            |
| Derby County F. C.           | Inglaterra | 2015      | 8               | 0            |
| Málaga C. F.                 | España     | 2015-2016 | 29              | 2            |
| R. C. Deportivo de La Coruña | España     | 2016-2018 | 47              | 2            |
| Club Gimnàstic de Tarragona  | España     | 2018-2019 | 11              | 2            |
| PFC CSKA Sofía               | Bulgaria   | 2019-2020 | 15              | 2            |
| Dinamo de Bucarest           | Rumania    | 2021      |                 |              |
| Vejle Boldklub               | Dinamarca  | 2022-2024 |                 |              |
| Antequera C. F.              | España     | 2025-     |                 |              |